# Megszemélyesítés

Delacroix: A Szabadság győzelemre vezeti a népet (1830)

A megszemélyesítés, idegen szóval perszonifikáció (a latin personificatio szóból) vagy antropomorfizáció olyan reprezentáció, amely elvont dolgokat, élettelen tárgyakat vagy természeti jelenségeket, illetve növényeket vagy állatokat az emberekre jellemző érzésekkel és tulajdonságokkal ruház fel.
Az irodalomban a megszemélyesítés retorikai-stilisztikai alakzat, metafora, amelynek egyik eleme valamilyen elvont fogalom, természeti jelenség vagy élettelen tárgy, a másik élőlény, amelynek tulajdonságait átvisszük az elsőre.
Az ikonográfiai megszemélyesítés szoros kapcsolatban van az allegóriákkal. A képzőművészeti megszemélyesítések legismertebb példája Eugène Delacroix: „A Szabadság győzelemre vezeti a népet” című festménye. 
Az ókori művészetben különösen gyakran alkalmaztak megszemélyesítéseket; a görög mitológiában néhány isten megszemélyesítés, néhány megszemélyesítés pedig isten. A megszemélyesítések oka Ernst Gombrich szerint a görög nyelv sajátosságaiban keresendő. A római művészetben is gyakoriak voltak a megszemélyesítések, majd ennek hagyománya hatott a középkor művészetére, ahol főleg az Egyház és a Zsinagóga megszemélyesítései voltak kedveltek.

## Példák
Beszél a fákkal a bús őszi szél,

Halkan beszélget, nem hallhatni meg;

Vajon mit mond nekik? beszédire

A fák merengve rázzák fejöket.
A városban felüti műhelyét,

gyártja a kínok szúró fegyverét

a merev éjszaka fénye.
meg kell tanulni itt a fák

kimondhatatlan tetteit.
.

## Lásd még
- Antropomorfizmus